# Karl Sticher
Karl Sticher (* 2. November 1887 in Ottweiler; † 6. Januar 1953 ebenda) war ein saarländischer Politiker (KPD).
Sticher war zunächst als Eisenbahner und Schlosser beschäftigt. Er trat der USPD bei und war später Mitglied der KPD. Für letztere wurde er 1924 in den zweiten Landesrat des Saargebietes gewählt. Sein Mandat legte er allerdings bereits 1926 wieder nieder; für ihn rückte Friedrich Eifler nach. Außerdem war er von 1920 bis 1934 Mitglied des Ottweiler Stadtrats.
Danach war er nicht mehr politisch aktiv. Er arbeitete in den Folgejahren als Gastwirtsgehilfe und machte sich nach dem Zweiten Weltkrieg als Gastwirt selbstständig.